# Łyszkowice (powiat Łowicki)
Łyszkowice is een dorp in het Poolse woiwodschap Łódź, in het district Łowicki. De plaats maakt deel uit van de gemeente Łyszkowice en telt 1100 inwoners.